# Marie Brand und die Engel des Todes
Marie Brand und die Engel des Todes ist der 12. Fernsehfilm aus der Krimiserie Marie Brand. Der Film mit Mariele Millowitsch als Kriminalhauptkommissarin Marie Brand und Hinnerk Schönemann als Kriminalhauptkommissar Jürgen Simmel wurde am 24. Oktober 2013 erstmals im ZDF ausgestrahlt. 

## Handlung
Justus Ebermann lebt in einer Seniorenresidenz und ist dort als schwieriger Charakter bekannt. Er zeigt wenig Mitgefühl für seine Mitmenschen und ist ein regelrechter Querulant. Selbst seine Tochter lässt er bei ihrem Besuch spüren, dass er keinerlei Verständnis für ihre finanziellen Probleme hat. Obwohl er genug Geld besitzt und ihr helfen könnte, lehnt er es strikt ab, ihr etwas zu leihen.
Am anderen Morgen wird er tot in seinem Zimmer aufgefunden. Dem behandelnden Arzt Dr. Krumberg fällt ein ungewöhnlicher Einstich am Arm auf. Somit wird die Polizei verständigt und Marie Brand und Jürgen Simmel ermitteln. Zuerst suchen sie Ebermanns Tochter auf und erfahren, dass sie nichts erben wird, weil ihr Vater sein Geld in eine Versicherung investiert hat, die ihm den luxuriösen Heimaufenthalt sicherte.
Bei weiteren Befragungen in der Seniorenresidenz treffen Marie Brand und Jürgen Simmel erneut auf Dr. Krumberg, der den dortigen Bewohnern fast alle Untersuchungen und Behandlungen zuteilwerden lässt. Seiner Meinung nach hätten seine Patienten den Luxus einer ärztlichen Vorortversorgung verdient und weite Wege in die Stadt wären für sie nur belastend. Ihre weitere Recherche ergibt, dass Ebermann nach seiner Tochter auch noch den Physiotherapeuten Bastian Schmiegel kontaktiert hatte. Dieser wird daraufhin befragt und gibt an, dass er nur sehr kurz bei Ebermann gewesen sei. Da der Pfleger Thomas Klein mit dem Opfer Streit hatte, wird er befragt, doch scheidet er schnell aus dem Kreis der Verdächtigen wieder aus, weil der Streit offensichtlich eine Bagatelle war und sich daraus kein Grund für einen Mord ableiten lässt.
Schon am nächsten Tag wird eine weitere Bewohnerin der Seniorenresidenz tot aufgefunden. Ihr wurde eine hohe Dosis Atropin injiziert, was wie schon bei Ebermann zum Tode führte. Somit kann Ebermanns Tochter mit hoher Wahrscheinlichkeit aus dem Kreis der Verdächtigen ausgeschlossen werden. So konzentrieren sich die Ermittler auf Dr. Krumberg und den Physiotherapeuten Bastian Schmiegel, die beide zum direkten Umfeld der zwei Opfer gehören. Simmel verdächtigt Dr. Krumberg, da dieser bereits in der Vergangenheit mehrfach von Heimbewohnern testamentarisch bedacht wurde. Er lässt einige der zuletzt verstorbenen Heimbewohner exhumieren, doch nährt das Ergebnis nicht seinen Verdacht.
Marie Brand befragt Caroline Borgward, die Halbschwester des zweiten Opfers. Diese wirkt recht abwesend und Marie Brand kann nur sehr wenige konkrete Hinweise bekommen. Doch scheint es sonderbar, dass ihre Schwester gerade erst eine Beerdigungsvorsorge getroffen hatte und wie schon im Fall Ebermann das Beerdigungsinstitut Kleebaum davon profitiert.
Unerwartet rückt Bastian Schmiegel in den Fokus der Ermittler, nachdem dieser eine wertvolle Halskette verkaufen will, die nachweislich dem zweiten Opfer gehörte. Zu seiner Verteidigung gibt er an, dass Sibille von Samtleben ihm die Halskette geschenkt habe. Simmel sieht sich in Schmiegels Wohnung um und findet dort weiteres Diebesgut in beachtlicher Menge. Schmiegel leugnet allerdings, deshalb jemanden umgebracht zu haben. Dafür lenkt er die Ermittlungen der Kommissare weiter in Richtung des Bestattungsunternehmens Kleebaum. Seiner Aussage nach steht das Unternehmen am Rande der Insolvenz. Doch stellt sich der Mordverdacht gegen Kleebaum letztendlich als falsch heraus. Dagegen belastet eine Aussage von Ebermanns Tochter Caroline Borgward schwer. Zudem finden Brand und Simmel heraus, dass Borgward mit dem Pfleger Thomas Klein ein Verhältnis hat. Nachdem dieser von den Kommissaren erfährt, dass Sibille von Samtleben an einer Injektion mit Atropin gestorben ist und nicht an einer Lungenentzündung, wie sie es ihm berichtet hatte, ist er bereit, mit der Polizei zusammenzuarbeiten. Er bestellt Borgward zu sich und fragt sie, ob sie auf die Idee mit der Spritze gekommen sei, nachdem er Justus Ebermann fälschlicherweise eine solche Injektion gegeben hatte, als dieser gerade einen Herzanfall bekam. Er habe ihm nur helfen wollen und habe sich dabei in dem Mittel vertan, aber sie habe nun absichtlich ihre Schwester umgebracht. Sie räumt das ein und meint, sie habe es satt, ständig nur von ihrer Schwester tyrannisiert zu werden. Nach diesem unfreiwilligen Geständnis erscheinen Marie Brand und Simmel aus einem Nebenraum und erklären, dass sie alles mit angehört hätten. Caroline Borgward wird wegen Mordes verhaftet.

## Hintergrund
Die Folge wurde 2013 von der Eyeworks Germany GmbH, Köln, produziert und in Köln und dem Westfriedhof in Köln gedreht. Zum Einsatz kamen dieses Mal auch eine Auswahl des Schönebecker Jugendblasorchesters.

## Rezeption

### Einschaltquoten
Der Fernsehfilm Marie Brand und die Engel des Todes erreichte bei seiner Erstausstrahlung im ZDF am 24. Oktober 2013 um 20.15 Uhr durchschnittlich 6,38 Millionen Zuschauer, was 20 Prozent des Marktanteils in Deutschland entspricht.

### Kritiken
Gïti Hatef-Rossa von tittelbach.tv urteilt zu diesem Krimi: „Auch in ‚Marie Brand und die Engel des Todes‘ kann das Ermittler-Duo Brand/Simmel alias Millowitsch/Schönemann seinen augenzwinkernden Humor charmant ausspielen. Schade nur, dass der Fall im Kern so schlicht ist und die zahlreichen Verdächtigen derart verwirrend aneinander gereiht werden, dass selbst ein aufmerksamer Zuschauer bisweilen die Übersicht verlieren kann. Diese Episode der ZDF-Reihe bietet inflationär viele Tatverdächtige und führt erst über diverse Schleichwege & Sackgassen zum überraschend verdrehten Ende.“
Die Kritiker der Fernsehzeitschrift TV Spielfilm fanden in diesem Marie-Brand-Krimi „nette Ermittler mit feinem Humor“.